# Kazuko Takatsukasa
Kazuko Takatsukasa (鷹司 和子, Takatsukasa Kazuko, 30 de setembro de 1929 — 26 de maio de 1989) foi a terceira filha do Imperador Shōwa e da Imperatriz Kōjun do Japão. Como tal, ela foi uma irmã mais velha do Imperador Akihito.

## Biografia
Nascida no Palácio Imperial de Tóquio, Kazuko era chamada na infância de Princesa Taka (孝宮和子内親王, Taka-no-miya, Kazuko Naishinnō). Conforme a tradição da época, ela não foi criada por seus pais biológicos, mas por uma série de cortesãs em um palácio construído para ela e suas irmãs, no distrito de Marunouchi, na capital japonesa.
Em março de 1948, a princesa graduou-se pela Escola Peers de Gakushuin, passando em seguida um ano aprendendo, sob a responsabilidade do antigo camareiro-mor Saburo Hyakutake, habilidades para se tornar uma noiva. Em 21 de maio de 1950, Kazuko casou-se com Toshimichi Takatsukasa, filho mais velho do político Takatsukasa Nobusuke, que fora um duque dentro da extinta nobreza japonesa. O casamento recebeu então grande publicidade, pois foi o primeiro de um membro da família imperial com um plebeu. Com o matrimônio, em virtude da Lei da Casa Imperial de 1947, Kazuko perdeu seu título de princesa.
Em 28 de janeiro de 1966, Toshimichi Takatsukasa foi encontrado morto por intoxicação por monóxido de carbono, no apartamento de sua amante, Michiko Maeda, anfitriã de uma boate noturna de Ginza. Na época, a imprensa japonesa espalhou rumores especulativos de suicídio duplo.
As desgraça não acabaram para Kazuko, pois na noite de 22 de agosto de 1966 um homem invadiu sua casa e a alvejou com uma faca, causando-lhe ferimentos em ambas as mãos. Kazuko ficou hospitalizada por uma semana. O Imperador ficou chocado com a situação e ordenou que sua filha se mudasse para o Palácio Tōgū, em Akasaka, Tóquio, onde ela morou até sua morte por insuficiência cardíaca, aos cinquenta e nove anos.
De 1974 a 1988, Kazuko Takatsukasa serviu como sacerdotisa chefe (saishu) no Santuário de Ise. Ela e seu marido não tiveram filhos, mas adotaram Naotake Matsudaira (nascido em 1945) do extinto clã Ogyu Matsudaira como seu herdeiro. Outrora presidente da NEC Telecommunications Systems, Matsudaira seguiu os passos da mãe, sendo hoje sacerdote chefe no Santuário de Ise.

## Títulos e estilos
- 30 de setembro de 1929 - 21 de maio de 1950 : Sua Alteza Imperial a princesa Taka
- 21 de maio de 1950 - 26 de maio de 1989 : Sra. Toshimichi Takatsukasa